# Waddinxveen
Waddinxveen (dân số: 26.304 người trong năm 2004) là một đô thị toạ lạc dọc theo sông Gouwe ở phía tây Hà Lan trong tỉnh Zuid-Holland, gần Gouda. Đô thị này có diện tích 29,39 km² (trong đó 1.52 km² is là diện tích mặt nước).
Đô thị Waddinxveen kết nghĩa với Pelhřimov ở Cộng hoà Séc.

## Người nổi tiếng sinh ra ở Waddinxveen
- Sharon den Adel
- George Baker ca sĩ
- Robert Westerholt nhạc công gi-ta
- Jack Delhi (sinh 1985) - DJ & nhà sản xuất
- Mark van den Akker - radiodj của KXRadio
- Bastiaan Bretveld (sinh 1989) vận động viên

## Hình ảnh

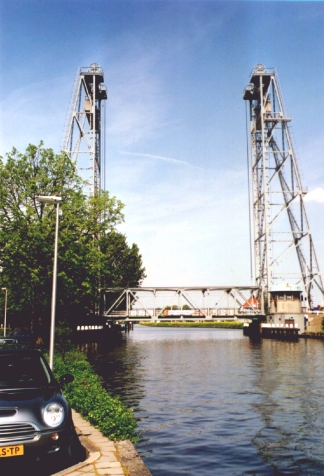
Cầu có thể di chuyển ở Waddinxveen bắc qua sông Gouwe.
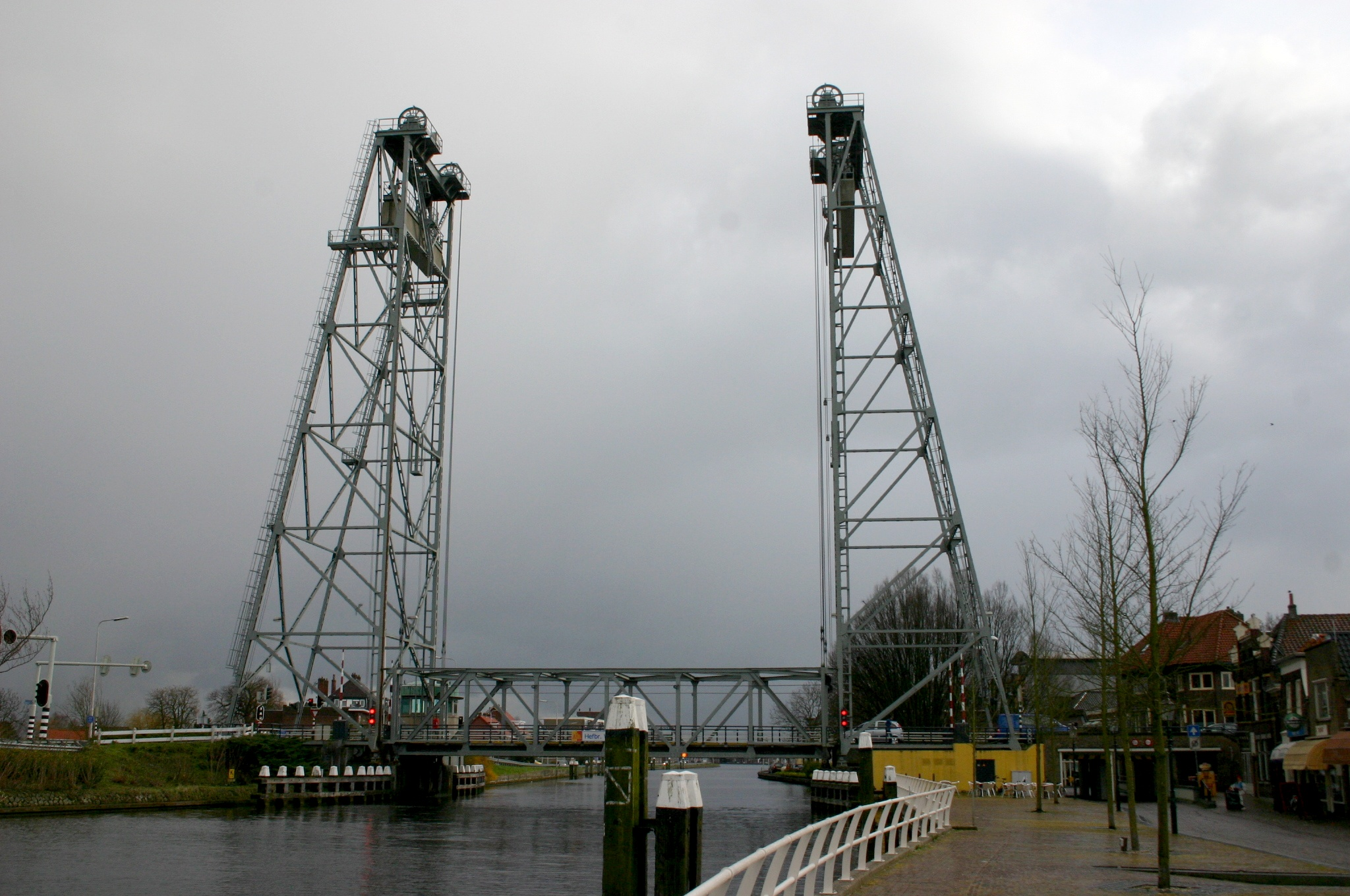
Cầu nhìn thừ phía bắc
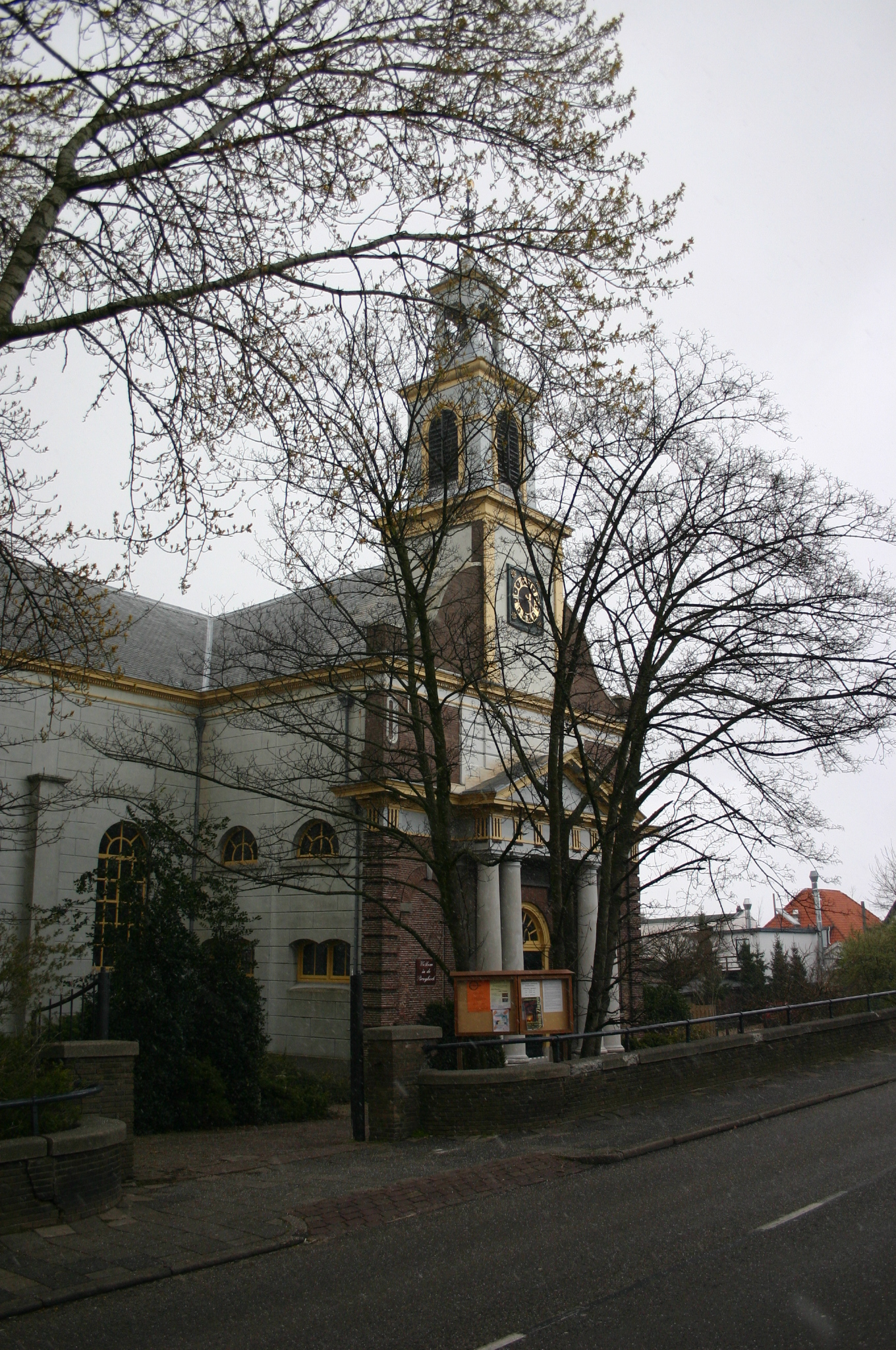
Giáo đường Hefbrug